# Дембіни (Любартовський повіт)
Дембіни (пол. Dębiny) — село на сході Польщі, у гміні Абрамів Любартівського повіту Люблінського воєводства.
Населення — 311 осіб (2011).
Розташоване на відстані 27 км від Любартова, і 37 км від Любліна, та 8 км на північний-захід від Абрамува.

## Історія
У 1975—1998 роках село належало до Люблінського воєводства.

## Демографія
Демографічна структура станом на 31 березня 2011 року:
|          | Загалом | Допрацездатний вік | Працездатний вік | Постпрацездатний вік |
| -------- | ------- | ------------------ | ---------------- | -------------------- |
| Чоловіки | 157     | 24                 | 105              | 28                   |
| Жінки    | 154     | 21                 | 87               | 46                   |
| Разом    | 311     | 45                 | 192              | 74                   |